# N Киля
N Киля (N Car) - звезда в созвездии Киля. Это - белый яркий гигант спектрального класса А с видимым блеском +4.35. Расстояние от Земли - 1760 световых лет.